# Лиелварде (аэродром)
Аэродро́м Ли́елварде (латыш. Lielvārdes lidlauks) (ИКАО: EVGA) — военный аэродром, расположенный в 7 км к северу от одноимённого города в Латвии.

## История

### Советский военный аэродром
В период с июня 1945 года по март 1946 года на аэродром была выведена и расформирована 214-я штурмовая Керченская авиационная дивизия в составе:
- 190-й штурмовой авиационный полк на Ил-2,
- 502-й штурмовой авиационный полк на Ил-2,
- 622-й штурмовой авиационный полк на Ил-2.

В современном виде аэродром был построен в 1969 году для размещения военной авиации ВВС СССР. В период с 1980 по 1 июля 1993 года на аэродроме базировался выведенный с рижского Румбульского аэродрома 899-й истребительный авиационный Оршанский Краснознаменный ордена Суворова полк имени Ф. Э. Дзержинского, впоследствии переформированный в истребительно-бомбардировочный авиационный полк.
На аэродроме размещались самолёты МиГ-21 БИС, МиГ-21 СМ, МиГ-21 СМТ, МиГ-27 Д.

### База латвийских ВВС
После распада СССР полк перебазировался в Россию, а аэродром был передан в ВВС Латвии.
5 апреля 2007 года Военно-воздушные силы Латвии сообщили, что аэродром стал основным центром базирования военной авиации, уже в 2005 году на его переоборудование было выделено более 100 млн евро на 8 лет.
В период с 2007 по 2014 гг. была проведена масштабная реконструкция аэродрома. В 2009 году было закончено строительство нового административного здания, а также реконструкция взлётно-посадочной полосы (ВПП) и рулёжных дорожек. Все бетонные плиты советского аэродромного покрытия были сняты и аккуратно складированы, затем подготовлено ложе для укладки бетона — снят грунт, отсыпан песок и щебень. ВПП из особо прочного цемента со стальной арматурой имеет толщину плиты около полуметра (для больших аэропортов — до одного метра). Технология укладки предусматривает непрерывную отливку без швов, круглые сутки, чтобы полоса выдерживала нагрузки, возникающие при посадке военно-транспортного самолёта весом до 200 тонн, с посадочной перегрузкой до 2,5, то есть в момент касания нагрузка на ВПП может достигать 500 тонн. ВПП имеет концевые зоны безопасности с обеих сторон и общую длину 3,5 км при ширине 45 метров.
Одновременно с ВПП были возведены здание штабного комплекса, контрольно-диспетчерский пункт управления полётами, ангар для технического обслуживания авиатехники площадью около 1300 кв.м с кран-балкой грузоподъёмностью 2,5 тонны. Заново были построены рулёжные дорожки и дорога по периметру аэродрома протяжённостью 22 км.
В настоящее время на аэродроме базируются подразделения НАТО.
В 2021 году после десятилетней подготовки, включавшей строительство инфраструктуры и подготовку персонала, аэродром ВВС Латвии в Лиелварде был сертифицирован для полетов по приборам, чтобы обслуживать самолеты союзников класса D, в том числе грузовые самолеты C-17. Он также сможет использоваться в качестве резервного для истребителей воздушной полиции Балтийского региона, если будут недоступны Шяуляй в Литве или Эмари в Эстонии, и обслуживать транспортные перевозки наряду с аэропортом "Рига" и беспилотные летательные аппараты.

## Литература

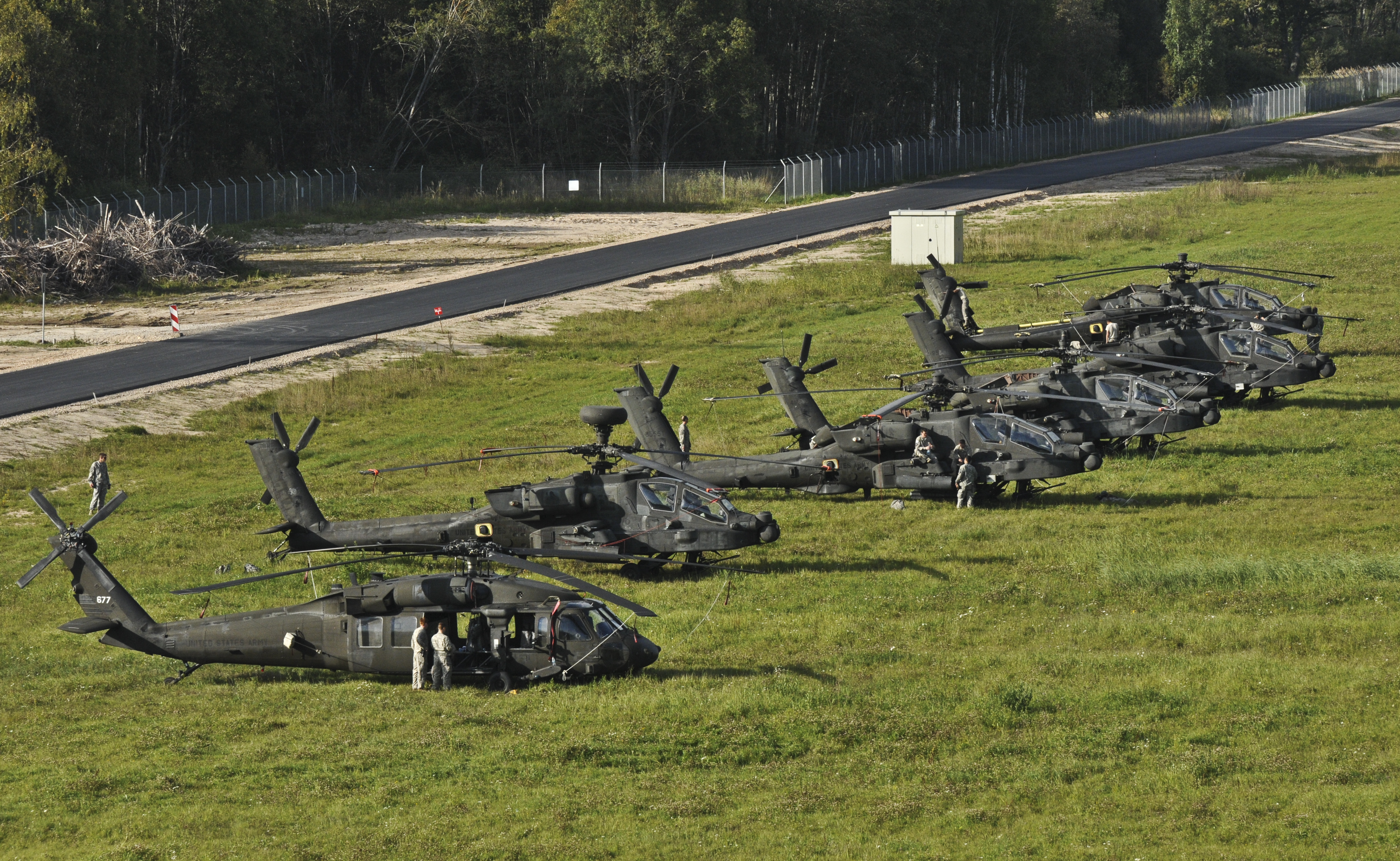
Аэродром Лиелварде. Учения НАТО. 07.09.2014